# Into the Gap
Albums de Thompson Twins
Quick Step & Side Kick
(1983) Here's to Future Days
(1985)
Singles
1. Hold Me Now
Sortie : novembre 1983
2. Doctor! Doctor!
Sortie : janvier 1984
3. You Take Me Up
Sortie : mars 1984
4. Sister of Mercy
Sortie : juin 1984
5. The Gap
Sortie : novembre 1984

Into the Gap est le quatrième album studio du groupe britannique new wave Thompson Twins, sorti en février 1984.

## Succès commercial
L'album connaît un grand succès international, le plus important de la carrière du groupe, arrivant en tête des ventes au Royaume-Uni et en Nouvelle-Zélande, tandis qu'aux États-Unis il se classe 10e dans le Billboard 200.
Into the Gap engendre cinq singles à succès : Hold Me Now, Doctor! Doctor!, You Take Me Up, Sister of Mercy et The Gap, les quatre premiers se classant respectivement 4e, 3e, 2e et 11e des ventes au Royaume-Uni. Aux États-Unis, Hold Me Now se hisse à la 3e place du Billboard Hot 100 et culmine en tête du Hot Dance Club Songs,

## Production et mixage
L'album est coproduit par Alex Sadkin (en) et le chanteur du groupe, Tom Bailey. Il a été enregistré aux Compass Point Studios à Nassau aux Bahamas, et mixé à Londres aux studios RAK avec Phil Thornalley au poste d'ingénieur du son. Son travail vaut à l'album une nomination aux Grammy Awards en 1985 dans la catégorie Meilleure conception technique d'album - non classique (Best Engineered Album, Non-Classical).

## Réédition
Into the Gap est réédité en 2008 dans une version double CD avec des titres supplémentaires sortis en face B des singles et maxi 45 tours tirés de l'album et des remixes parus sur l'édition cassette audio britannique.

## Composition du groupe
- Tom Bailey : chant, synthétiseurs, pianos, guitares, basse, contrebasse, mélodica, harmonica, programmations boîte à rythmes
- Joe Leeway : synthétiseurs, congas, chœurs
- Alannah Currie : batterie, percussions, marimba, xylophone, chœurs

musicien additionnel
- Dinesh Pandit : tablas sur The Gap

## Liste des titres
Tous les titres sont écrits et composés par Tom Bailey, Alannah Currie et Joe Leeway

### Édition originale
| No | Titre                   | Durée |
| -- | ----------------------- | ----- |
| 1. | Doctor! Doctor!         | 4:39  |
| 2. | You Take Me Up          | 4:26  |
| 3. | Day After Day           | 3:49  |
| 4. | Sister of Mercy         | 5:09  |
| 5. | No Peace for the Wicked | 4:09  |
| 6. | The Gap                 | 4:44  |
| 7. | Hold Me Now             | 4:46  |
| 8. | Storm on the Sea        | 5:26  |
| 9. | Who Can Stop the Rain   | 5:46  |

### Réédition double CD de 2008
CD 1
| 1. | Doctor! Doctor!         | 4:39 |
| 2. | You Take Me Up          | 4:26 |
| 3. | Day After Day           | 3:49 |
| 4. | Sister of Mercy         | 5:07 |
| 5. | No Peace for the Wicked | 4:05 |
| 6. | The Gap                 | 4:45 |
| 7. | Hold Me Now             | 4:45 |
| 8. | Storm on the Sea        | 5:32 |
| 9. | Who Can Stop the Rain   | 5:44 |

| 10. | Leopard Ray (instrumental)                       | 3:19 |
| 11. | Doctor! Doctor! (Extended Version)               | 7:50 |
| 12. | Panic Station (remix de Day After Day)           | 4:43 |
| 13. | Down Tools (remix de You Take Me Up)             | 4:23 |
| 14. | Hold Me Now (Extended Version)                   | 9:45 |
| 15. | Funeral Dance (remix de No Peace For The Wicked) | 3:14 |

CD 2
| 1. | Compass Points (remix de The Gap)       | 4:58 |
| 2. | Still Water (remix de Storm on the Sea) | 3:49 |

| 3.  | You Take Me Up (Machines Take Me Over) (12" Version)                    | 7:22 |
| 4.  | Sister of Mercy (12" Version)                                           | 9:24 |
| 5.  | Let Loving Start (12" Version)                                          | 8:53 |
| 6.  | You Take Me Up (High Plains Mixer) (US 12" Remix by Francois Kevorkian) | 8:28 |
| 7.  | Nurse Shark                                                             | 4:06 |
| 8.  | Passion Planet                                                          | 3:43 |
| 9.  | You Take Me Up (Instrumental Remix by Francois Kevorkian)               | 6:18 |
| 10. | Out of the Gap (Megamix Extended Version)                               | 8:57 |

## Classements hebdomadaires
| Classement (1984)             | Meilleure place |
| ----------------------------- | --------------- |
| Allemagne (Media Control AG)  | 7               |
| Australie (Kent Music Report) | 4               |
| Canada (RPM Top Albums)       | 3               |
| États-Unis (Billboard 200)    | 10              |
| Norvège (VG-lista)            | 16              |
| Nouvelle-Zélande (RIANZ)      | 1               |
| Pays-Bas (Mega Album Top 100) | 23              |
| Royaume-Uni (UK Albums Chart) | 1               |
| Suède (Sverigetopplistan)     | 14              |
| Suisse (Schweizer Hitparade)  | 7               |

## Certifications
| Pays                    | Certification | Unités certifiées |
| ----------------------- | ------------- | ----------------- |
| Canada (Music Canada)   | 2 × Platine   | 200 000           |
| États-Unis (RIAA)       | Platine       | 1 000 000         |
| Nouvelle-Zélande (RMNZ) | Platine       | 15 000            |
| Royaume-Uni (BPI)       | 2 × Platine   | 600 000           |